# مایک بارنز
مایک بارنز (انگلیسی: Mike Barnes) یک شخصیت خیالی در مجموعه فیلم‌های بچه کاراته‌کار است که به عنوان آنتاگونیست اصلی فیلم بچه کاراته‌کار، قسمت سوم (۱۹۸۹) و همچنین در نقش مکمل فصل پنجم دنباله مجموعه تلویزیونی کبرا کای ایفای نقش می‌کند. این نقش توسط شان کنان به تصویر کشیده شده‌است.

## برسی اجمالی
مایک بارنز یک قهرمان ملی کاراته بود که در طول دهه ۱۹۸۰ به بردهای زیادی دست یافت و به همین دلیل به دلیل ذات شرور خود «پسر بد کاراته» لقب گرفت. در سال ۱۹۸۵، تری سیلور، که به دنبال کمک به دوست و رفیق خود جان کریس در بازسازی دوجو کبرا کای است، بارنز را به عنوان بخشی از برنامه خود استخدام می‌کند. او را به عمارت خود می‌فرستد و در صورت شکست دنیل لاروسو (که مایک بارنز او را مورد آزار و اذیت قرار می‌داد) در مسابقات قهرمانی کاراته زیر ۱۸ سال آینده، بخشی از کبرا کای را به او پیشنهاد می‌دهد. به عنوان بخشی از معامله آنها، بارنز دنیل و مربی او، آقای میاگی را مورد آزار و اذیت قرار می‌دهد تا آنها را به مشارکت برساند. در نتیجه، پس از شکست بارنز و رفتار غیراخلاقی او منجر به محرومیت او از شرکت در کاراته برای مادام العمر می‌شود و آینده مالی او را خراب می‌کند؛ بنابراین او گم شد و مدتی به کارهای عجیب و غریب مشغول شد و در نهایت در یک فروشگاه مبلمان مشغول به کار شد. هنگام اسباب کشی، رئیسش او را زیر بال خود گرفت. بارنز یادگرفت که می‌تواند از دستانش برای ساختن چیزها استفاده کند تا اینکه بجنگد و هدف جدیدی پیدا کند. او سرانجام با دختر صاحب خانه ازدواج کرد و پس از مرگش مغازه مبلمان را به دست گرفت.